# خواكين بوغوسيان
خواكين بوغوسيان (بالإسبانية: Joaquín Boghossian)‏ هو لاعب كرة قدم أوروغواياني في مركز الهجوم، ولد في 19 يونيو 1987 في مونتيفيديو في الأوروغواي. شارك مع منتخب الأوروغواي تحت 20 سنة لكرة القدم. أما مع النوادي، فقد لعب مع أرسنال ساراندي وديفينسور سبورتينغ وسيركل بروج وكيلمس ونادي ريد بل سالزبورغ وناسيونال مونتيفيديو ونيولز أولد بويز.

## وصلات خارجية
- خواكين بوغوسيان على موقع قاعدة بيانات كرة القدم.إي يو (الإنجليزية)
- خواكين بوغوسيان على موقع Soccerway.com (الإنجليزية)
- خواكين بوغوسيان على موقع عالم كرة القدم.نت (الإنجليزية)